# 大友信彦
大友 信彦（おおとも のぶひこ、1962年5月7日 - ）は、日本のスポーツライター。ラグビーを主に取材する。

## 来歴
宮城県気仙沼市生まれ。気仙沼高等学校から早稲田大学第二文学部を経て、1985年からフリーランスのスポーツライターとして『Sports Graphic Number』で活動。
'87年からは東京中日スポーツのラグビー記事も担当し、『ラグビーマガジン』などにも執筆。ラグビー専門ウェブマガジンRugbyJapan365スーパーバイザー。
その他、『東京中日スポーツ』『Number』『WEBマガジン RUGBY JAPAN 365』などに執筆。

## 著書
- 『楕円球に憑かれた男たち』洋泉社 1997
- 『再起へのタックル』洋泉社 1999
- 『南アからウェールズまで』洋泉社 2000
- 『ザ・ワールドラグビー』新潮社 2003
- 『奇跡のラグビーマン村田亙』双葉社 2005
- 『釜石ラグビーの挑戦』水曜社 2007
- 『オールブラックスが強い理由』東邦出版 2011
- 『エディー・ジョーンズの監督学』東邦出版 2012
- 『不動の魂』実業之日本社 2014
- 『釜石の夢』講談社文庫 2015